# Rencurel
Rencurel är en kommun i departementet Isère i regionen Auvergne-Rhône-Alpes i sydöstra Frankrike. Kommunen ligger i kantonen Pont-en-Royans som tillhör arrondissementet Grenoble. År 2022 hade Rencurel 349 invånare.

## Befolkningsutveckling
Antalet invånare i kommunen Rencurel
Referens:INSEE